# Distretto di al-Nuqat al-Khams
Il distretto di al-Nuqat al-Khams (in arabo شعبية النقاط الخمس‎?, Shaʿbiyya al-Nuqāṭ al-Khams, ossia "dei Cinque punti") è uno dei 22 distretti della Libia. Si trova nella regione storica della Tripolitania, sulla costa del mar Mediterraneo. Confina ad ovest con il governatorato di Médenine (Tunisia), mentre confina con i distretti libici di Zawiya ad est, al-Jabal al-Gharbi a sud-est e Nalut a sud-ovest. 
Il capoluogo è la città di Zuara, Zaltan è il secondo centro del distretto.

## Infrastrutture e trasporti
Presso il villaggio di Ras Agedir, sul confine tunisino, si trova il km 0 della strada costiera nazionale (altresì nota come Via Balbia).

Nel distretto sono presenti l'aeroporto civile di Zuara e quello militare di Al-Watiya.